# Horti Maiani
Gli Horti Maiani erano giardini situati sulla sommità del colle Esquilino a Roma, nell'area grossomodo corrispondente all'attuale Piazza Vittorio (Rione Esquilino).

## Storia
Gli Horti Maiani sono noti solo da testimonianze epigrafiche e sono brevemente citati in un passo di Plinio il Vecchio, il quale racconta della distruzione di una pittura colossale di Nerone che era stata collocata entro alcune costruzioni situate all'interno dei loro confini.
Da un'iscrizione databile all'età di Claudio sappiamo che erano amministrati, assieme agli Horti Lamiani, da uno specifico soprintendente, il procurator hortorum Maianorum et Lamianorum.
Annessi pertanto ai ben più famosi Horti Lamiani, essi entrarono a far parte delle proprietà imperiali ubicate sul colle Esquilino. Queste proprietà, attestate fin dall'età di Tiberio, furono tradotte in forma monumentale da Caligola con la costruzione di una lussuosa villa articolata in padiglioni e terrazze, scenograficamente inserita nel paesaggio naturale alla maniera ellenistica.
Alcuni autori ritengono che Maiani sia la corruzione di Maecenatiani, il che proverebbe l'identificazione con gli Horti Maecenatis.
La gens Maiana, il cui nomen è pochissimo attestato a Roma, è forse originaria di Aeclanum.